# Regina Maria Pia (1864)
«Реджина Марія Піа» (італ. Regina Maria Pia) — броненосець однойменного типу  Королівських військово-морських сил Італії другої половини 19-го століття. 

## Історія створення
Броненосець «Реджина Марія Піа» був закладений 22 липня 1862 року на верфі «Société Nouvelle des Forges et Chantiers de la Méditerranée» у місті Ла-Сейн-сюр-Мер у Франції. 
Спущений на воду 28 квітня 1863 року, вступив у стрій 17 квітня 1864 року.
Свою назву корабель отримав на честь дочки Віктора Емануїла II принцеси (з 1862 року - португальської королеви) Марії Пії Савойської.

## Історія служби

### Битва біля Лісси
Під час битви біля Лісси «Реджина Марія Піа» входив до складу дивізії капітана Аугусто Ріботі, куди також входили «Ре ді Портогалло» (флагман), «Варезе», «Формідабіле» та «Террібіле».
16-19 липня корабель брав участь в бомбардуванні Лісси.
20 липня дивізія Ріботі розташовувалась в кільватерній колоні позаду дивізії Персано. Австрійський флот атакував італійців у розриві між дивізіями Вакки і Персано. В цей час дивізія Ріботі атакувала дивізію дерев'яних неброньованих кораблів під командуванням Антона фон Петца. Під час атаки броненосець «Реджина Марія Піа» пошкодив два ворожі кораблі, але зіштовхнувся зі  «Сан Мартіно», пошкодивши його. 
В ході бою «Реджина Марія Піа» дав залп по австрійському броненосцю «Кайзер». Сам же в свою чергу загорівся від ворожого обстрілу і втратив одну броньову пластину.

### Подальша служба
Після війни «Реджина Марія Піа» був перебудований в броненосець із центральною батареєю. Дві 220-мм гармати були встановлені в носовій частині, вісім 203-мм гармат були розміщені в казематі (по чотири з кожного борту), ще одна гармата - в кормовій частині. 
У 1876 році «Реджина Марія Піа» у складі міжнародної ескадри прибув до Салонік («Інцидент у Салоніках», під час якого були вбиті французький та німецький консули).
У 1880 році «Реджина Марія Піа» брав участь у церемонії спуску на воду броненосця «Італія».
У 1888-1890 роках корабель був модернізований та переозброєний. Тепер його озброєння складалось з вісьмох 152-мм гармат у казематі та декількох гармат меншого калібру для захисту від міноносців - п'яти 120-мм гармат, чотирьох 57-мм гармат і восьми 37-мм гармат Готчкіса. Також на кораблі були встановлені три торпедних апарати.
З 1895 року «Реджина Марія Піа» ніс службу як сторожовий корабель у Ла-Спеції.
У 1904 році корабель був виключений зі складу флоту і зданий на злам.